# Ophisternon
Ophisternon is een geslacht van straalvinnige vissen uit de familie van kieuwspleetalen (Synbranchidae).

## Soorten
- Ophisternon aenigmaticum Rosen & Greenwood, 1976
- Ophisternon afrum (Boulenger, 1909)
- Ophisternon bengalense McClelland, 1844
- Ophisternon candidum (Mees, 1962)
- Ophisternon gutturale (Richardson, 1845)
- Ophisternon infernale (Hubbs, 1938)